# Шенгели, Георгий Аркадьевич
Гео́ргий Арка́дьевич Шенге́ли (20 мая [1 июня] 1894, Темрюк — 15 ноября 1956, Москва) — русский поэт и переводчик поэзии, критик, филолог-стиховед. Его троюродный брат по материнской линии русский врач-гинеколог Фёдор Алексеевич Соловьёв.

## Биография
Родился 20 мая (1 июня) 1894 года в Темрюке Кубанской области. Отец — Аркадий Александрович Шенгели (1853—1902), адвокат; мать — Анна Андреевна, урожд. Дыбская (1862—1900). В 1898 году семья переехала в Омск. После смерти родителей Шенгели с сестрой был взят на попечение бабушкой со стороны матери — Марией Николаевной Дыбской (1840—1914) и жил у неё в Керчи.
Учился в Керченской Александровской гимназии, с третьего класса стал подрабатывать репетиторством. С 1909 года сотрудничал в газетах «Керчь-Феодосийский курьер», «Керченское слово» и других, писал хронику, фельетоны, статьи по авиации. В том же году близко сошёлся с товарищем по гимназии С. А. Векшинским, с которым дружил до последних дней.
В 1912 году начал писать стихи, заинтересовался стиховедением. Благодаря учителю французского языка С. А. Краснику приобщился к французской поэзии. В конце 1913 года опубликовал в газете (анонимно или под псевдонимом) первые стихи.
В январе 1914 года познакомился с приехавшими в Керчь на «олимпиаду футуризма» Игорем-Северянином, Д. Д. Бурлюком, Вадимом Баяном и В. В. Маяковским. Сильным влиянием Северянина отмечен дебютный сборник стихов Шенгели «Розы с кладбища» (1914), в котором автор вскоре разочаровался и уничтожил все доступные ему экземпляры. В том же году выступил с первой публичной лекцией «Символизм и футуризм».
Летом 1914 года поступил на юридический факультет Московского университета; несколько месяцев жил в Москве, гостил у Д. Бурлюка на хуторе под Москвой. Поздней осенью перевёлся в Харьковский университет, где служил его дядя — профессор химии Владимир Андреевич Дыбский, чья дочь Юлия стала первой женой Шенгели. В 1916—1917 годах совершил два всероссийских турне с Игорем-Северянином, выпустил сборник стихотворений «Гонг», отмеченный Ю. Айхенвальдом в петербургской газете «Речь». В 1917 г. познакомился с М. Волошиным, у которого впоследствии часто гостил в Коктебеле. В 1918 году окончил университет, в том же году вышел сборник его стихотворений «Раковина», знаменующий переход к более аскетической стилистике и демонстрирующий отточенную технику и литературную эрудицию. Печатался в харьковском журнале «Колосья».
Весной 1919 года был командирован в Крым, получил назначение «комиссаром искусств» в Севастополь. Летом, после эвакуации красных из Крыма, вынужден был скрываться; с фальшивым паспортом, выданным Севастопольской парторганизацией, пробрался в Керчь, а осенью — в Одессу. После окончательного изгнания белых из Крыма, в декабре 1920 года были расстреляны два его брата — Евгений и Владимир, офицеры Добровольческой армии.
Осенью 1921 года вернулся в Харьков, а в конце марта 1922 года переехал в Москву, где познакомился с поэтессой Ниной Манухиной, ставшей через два года его второй женой. За «Трактат о русском стихе» избран действительным членом ГАХН. В 1925—1927 годах — председатель Всероссийского союза поэтов. Преподавал в ВЛХИ. Во второй половине 1920-х годов работал в газете «Гудок», писал в основном судебные отчёты, стихотворные и прозаические фельетоны. Этим же временем датируется его острая полемика с В. Маяковским (памфлет «Маяковский во весь рост», 1927).

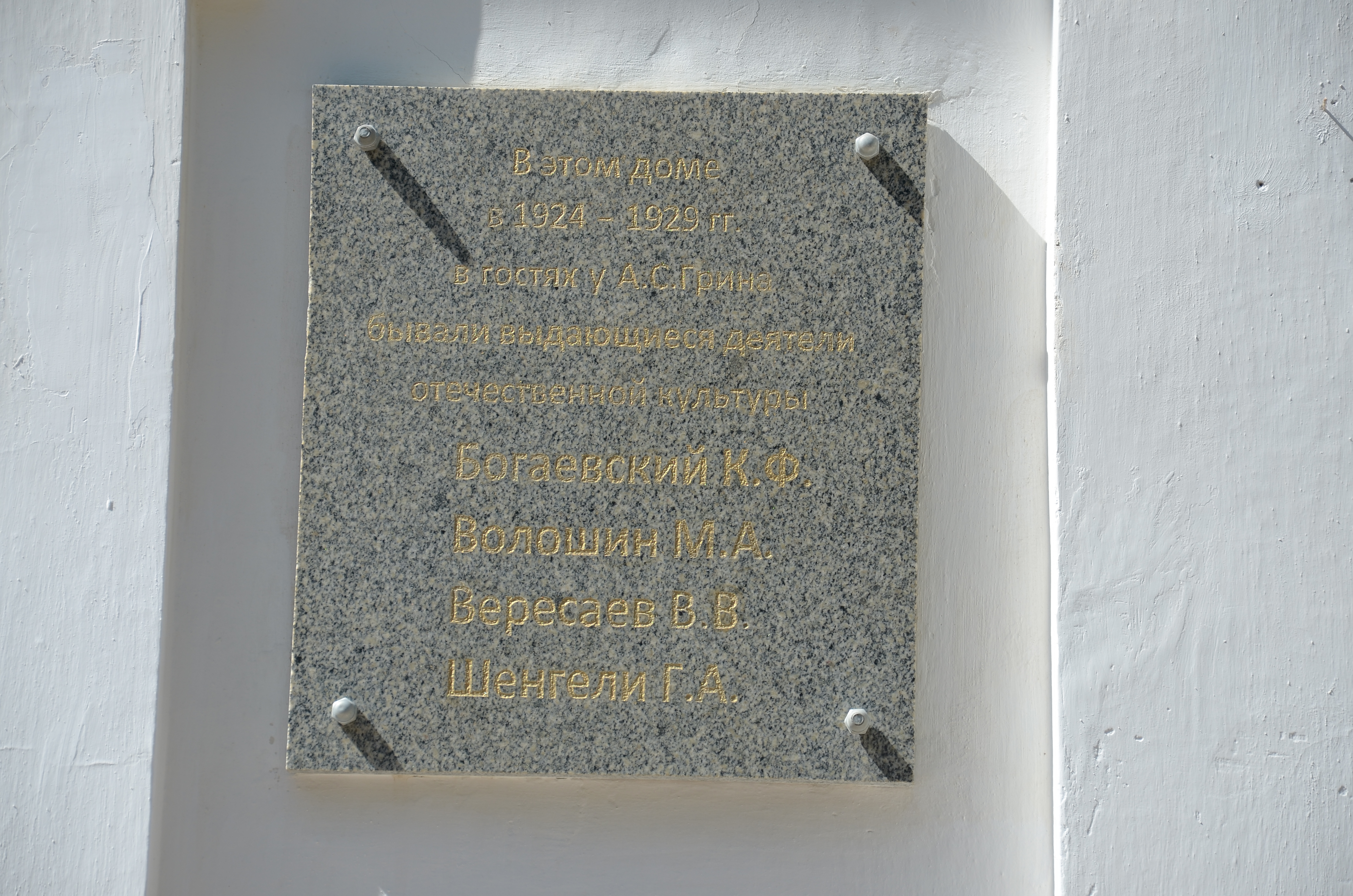
Памятная доска на Музее Грина в Феодосии

В начале 1930-х годов литературная карьера Шенгели резко угасла, что могло быть связано с его резкой критикой поэзии и самого мировоззрения Маяковского, который тогда был посмертно «назначен» главным советским поэтом. Только в 1935 году ему удалось в последний раз опубликовать сборник новых стихов «Планер», а в 1939-м — сборник избранных стихов.
Тем не менее Шенгели и далее занимался активной переводческой и организаторской деятельностью. С 1933 года до начала Великой Отечественной войны работал редактором отдела творчества народов СССР и секции «западных классиков» Гослитиздата, давал работу поэтам, лишённым возможности публиковаться и вынужденным «кормиться» переводами, — Владимиру Державину, Семёну Липкину, Марии Петровых, Арсению Тарковскому, Марку Талову, Аркадию Штейнбергу и другим (многие из них впоследствии называли себя учениками Шенгели).
Первый год войны оставался в Москве, затем до конца 1944 года находился в эвакуации во Фрунзе и в Ашхабаде. За эти годы написал довольно много стихотворений (первое из написанных в эвакуации — «Мы живём на звезде»), составивших невышедшую книгу «Панцирь»; написанное в 1943 году стихотворение «Жизнь» Д. Л. Быков назвал «одним из лучших стихотворений XX века».
В 1943 году, всё ещё в эвакуации, Шенгели закончил одно из главных дел своей жизни — перевод «Дон-Жуана» Дж. Г. Байрона. Этот перевод был опубликован в 1947 году отдельно и в 1951-м (фрагментами) в сборнике, однако взятый им за основу принцип по возможности точной передачи содержания, ради которого Шенгели даже сменил размер стиха с пятистопного на шестистопный, навлёк на него резкую критику сторонников теории «реалистического», или «творческого» перевода, в особенности И. А. Кашкина и К. И. Чуковского. Шенгели упрекали в буквализме и в потере «поэтического очарования подлинника», в использовании архаизмов и неологизмов. Дополнительным, уже идеологическим аргументом послужило «искажение» (или даже «сохранение искажённого») образа полководца Суворова. В результате перевод Шенгели больше никогда не переиздавался, вытесненный «гладким» и идеологически верным переводом Т. Г. Гнедич.
Известны теоретические работы Шенгели по стиховедению — «Трактат о русском стихе» (1921, 2 изд. — 1923) и «Практическое стиховедение» (1923, 1926, в третьем и четвёртом изданиях — «Техника стиха», 1940, 1960), сыгравшие важную роль в изучении русского стиха (в частности, Шенгели одним из первых, вслед за Брюсовым, обратил внимание на дольник в русской поэзии).
Умер 15 ноября 1956 года после инфаркта. Похоронен на Ваганьковском кладбище (11 уч.; фото могилы).

## Сочинения

### Поэзия
- Розы с кладбища: Поэзы. — Керчь: Тип. П. Крайденко, 1914. — 60 с. — 500 экз.
- Зеркала потускневшие: Поэзы. — Кн. II. — Петроград: Кн-во «L’oiseau bleu», 1915. — 8 с. — 150 экз.
- Лебеди закатные: Поэзы. — Кн. III. — Петроград: Кн-во «L’oiseau bleu», 1915. — [15] с. — 150 экз.
- Гонг: Поэзия. — Кн. V. — Петроград: Кн-во «L’oiseau bleu», 1916. — 94 с.
- Апрель над обсерваторией. — Петроград: Кн-во «L’oiseau bleu», 1917. — 14 с.
- Раковина: Стихи. — [Б. м.]: Камена. (Тип. Нотовича в Керчи), 1918. — 72 с. — 1200 экз.
- Еврейские поэмы. — Харьков: Гофнунг, 1919. — 28 с.
- Еврейские поэмы. — 2-е изд. — Одесса: Аониды, 1920. — 32 с. — 3360+40 нумер. экз.
- Нечаев: Драм. поэма. — Одесса: Изд. Губнарообраза, 1920. — 40 с.
- 1871: Драм. сцены в стихах. — Одесса: Всеукр. Гиз, 1921. — 28 с. — 1500 экз.
- Изразец: Четвёртая книга стихов. — Одесса: Всеукр. Гиз, 1921. — 32 с. — 2000 экз.
- Раковина / Худ. Е. Белуха. — М.—Петроград: Гиз, 1922. — 120 с. — 2000 экз.
- Броненосец «Потёмкин»: Драм. поэма. — М.: Красная новь, 1923. — 92 с. — 10000 экз.
- Норд. — М.: Всерос. союз поэтов, 1927. — 86 с. — 1000 экз. — 70 к. (в продажу не поступил)
- Планер: Стихи / Худ. Н. Ушакова. — М.: ГИХЛ, 1935. — 207 с., 1 л. портр. — 5000 экз. — 4 р. 25 к.
- Избранные стихи: 1914—1939 / Предисл. А. И. Белецкого; Худ. Б. Шварц. — М.: Гослитиздат, 1939. — 240 с., 1 л. портр. — 10 000 экз. — 4 р. 75 к.

### Переводы
- Эредиа Ж. М. Избранные сонеты / Пер. Г. Шенгели. — Одесса: Омфалос, 1920. — 44, III с.
- Верхарн Э. Полное собрание поэм в переводах Георгия Шенгели. — М.: Гос. изд-во, 1922—1923.
  - Т. 2: Вечера; Разгромы; Чёрные факелы. — 1922. — 80 с.
  - Т. 3: Призрачные деревни; Появившиеся на моём пути; Лозы моей стены. — 1923. — 80 с.
  - Т. 5: Галлюцинирующие селения; Города-спруты. — 1923. — 124 с.
  - Т. 6: Многообразное сияние. — 1922. — 68 с.
- Гейне Г. Избранные стихотворения / В пер. Г. Шенгели. — [М.]: Гос. изд., [1924]. — 68 c.
- Гюго В. Революция: Поэма / Пер. Г. Шенгели. — М.—Л.: Гиз, 1925. — 48 с. — 7000 экз. — 30 к.
- Верхарн Э. Избранные стихи / Пер. с франц. Г. Шенгели. — М.: Огонёк, 1929. — 48 с. — 17 000 экз. — 15 к. — (Б-ка «Огонёк». — № 464).
- Гюго В. Избранные стихи / Пер. и примеч. Г. Шенгели; Вступ. статья Ю. Данилина. — М.: Гослитиздат, 1935. — 348 с. — 10 000 экз. — 5 р.
- Гюго В. Избранные стихотворения / Пер., предисл. и прим. Г. Шенгели. — М.: Гослитиздат, 1936. — 62 с. — 100 000 экз. — 30 к.
- Байрон Д. Г. Собрание поэм / В пер. Г. Шенгели; Вступ. статья М. Заблудовского. — М.: Гослитиздат, 1940. — 20 000 экз.
  - Т. 1: Гяур; Абидосская невеста; Корсар; Лара; Осада Коринфа. — 304 с.
  - Т. 2: Паризина; Шильонский узник; Беппо; Мазепа; Пророчество Данте; Видение суда; Бронзовый век; Остров. — 304 с.
- Сейтлиев К. Систр: Избр. стихи / Пер. с туркм. [и предисл.] Г. Шенгели. —Ашхабад: ТуркменОГИЗ, 1944. — 52 с. — 5000 экз. — 3 р.
- Махтумкули. Избранные стихи / Пер. с туркм. Г. Шенгели; Вступ. статья Е. Э. Бертельса. — М.: Гослитиздат, 1945. — 288 с. — 10 000 экз. — 2 р.
- Шасенем и Гариб: Нар. дестан / Пер. с туркм. Н. Манухина и Г. Шенгели; [Предисл. и коммент. Б. Каррыева]. — Ашхабад: Туркменгиз, 1945. — 160 с. — 7000 экз. — 10 р.
  - Шасенем и Гариб: Нар. роман / Пер. с туркм. Н. Манухиной и Г. Шенгели; [Послесл. Н. Манухиной; Илл.: И. Бекетов]. — М.: Гослитиздат, 1946. — 175 с., 1 л. илл. — 25 000 экз. — 6 р.
- Байрон Д. Г. Дон-Жуан / Пер., послесл. и примеч. Г. Шенгели; [Илл. Г. А. Ечеистов]. — М.: ГИХЛ, 1947. — 572 с. — 55000 экз. — 18 р.
- Барбарус И. Избранные стихи / Пер. Г. Шенгели; [Вступит. статья: Л. Тоом]. — М.: Гослитиздат, 1947. — 252 с. — 10 000 экз. — 7 р. 50 коп.
  - Избранное: [Стихи] / [Пер. Г. Шенгели; Вступит. статья: Н. Андрезен; Илл.: Э. Лепп]. — Таллин: Худ. лит-ра и иск-во, 1948. — 246 с. — 5000 экз. — 15 р.
- Вольтер. Заира // Вольтер. Избранные произведения. — М.: Гослитиздат, 1947. — 644 с.
- Лахути А. Пери счастья: Поэма / Пер. с тадж. Г. Шенгели; [Илл.: П. Зобнин]. — Сталинабад: Гос. изд. Тадж. ССР, 1948. — 88 с. — 7000 экз. 2 р. 50 к.
- Гюго В. Возмездие / Пер. с франц. Г. Шенгели. [Ред. пер., предисл. и коммент. Ю. Данилина; Илл. Ф. Константинов]. — М.: Гослитиздат, 1953. — 212 с. — 10 000 экз. — 6 р. 60 к.
- Верлен П. Избранное из его восьми книг, а также юношеских и посмертно изданных стихов / [Сост. и послесл. В. Перельмутера; Худож.: Ю. Боярский]. — М.: Моск. рабочий, 1996. — 238 с.
- Байрон Д. Г. Лирика в переводах Георгия Шенгели / [Сост., подгот. текста, вступ. ст. и примеч. В. А. Резвого]. — М.: Центр книги Рудомино, 2017. — 464 с.: ил. — ISBN 978-5-00087-125-6.

### Литературоведение, стиховедение, педагогика
- Два «Памятника»: Сравнительный разбор озаглавленных этим именем стихотворений Пушкина и Брюсова. — Петроград: Кн-во «L’oiseau bleu», 1918. — 24 с.
- Трактат о русском стихе. — Ч. 1: Органическая метрика. — Одесса: Всеукр. гос. изд., 1921. — 96 с.
  - 2-е изд., перераб. — М.—Петроград: Гос. изд., 1923. — 184 с.
- Практическое стиховедение. — М.: Кн-во писателей в Москве, 1923. — 128 с.
  - 2-е изд., испр. и доп. — Л.: Прибой, [1926]. — 119 с.
- Как писать статьи, стихи и рассказы. — М.: «Правда» и «Беднота», 1926. — 78, [1] с.
  - 2-е изд. — М.: «Правда» и «Беднота», 1926. — 78, [1] с.
  - 3-е изд. — М.: «Правда» и «Беднота», 1926. — 78, [1] с.
  - Изд. 4-е, исправл. и дополн. 16—21 тысяча. — М.: изд-во Всерос. союза поэтов, 1927. — 80, [1] с. — 6000 экз. — 80 к.
  - Изд. 5-е, исправл. и дополн. 22—25 тысяча. — М.: изд-во Всерос. союза поэтов, 1928. — 79, [1] с. — 4000 экз. — 90 к.
  - Изд. 6-е, исправл. и дополн. 26—32 тысяча. — М.: изд-во Всерос. союза поэтов, 1929. — 79, [1] с. — 7000 экз. — 90 к.
  - Изд. 7-е, исправл. и дополн. 33—39 тысяча. — М.: изд-во Всерос. союза поэтов, 1930. — 79, [1] с. — 8000 экз. — 80 к.
- Маяковский во весь рост. — М.: изд-во Всерос. союза поэтов, 1927. — 51, [1] с. — 4000 экз. — 55 к.
- Школа писателя: Основы литературной техники. — М.: изд-во Всерос. союза поэтов, 1929. — 111, [1] с. — 4000 экз. — 1 р. 50 к.
  - 2-е. изд. — М.: Изд-во Всерос. союза поэтов, 1930. — 111, [1] с. — 5000 экз. — 1 р. 50 к.
- Техника стиха: Практ. стиховедение. — [3-е изд., перер.] — М.: Сов. писатель, 1940. — 136 с. — 5000 экз. — 7 р. 75 к.

### Посмертные издания
- Техника стиха / [Предисл. Л. И. Тимофеева]. — М.: Гослитиздат, 1960. — 312 с. — 8000 экз. — 8 р. 30 к.
- Вихрь железный: Поэмы / [Послесл. М. Шаповалова; Худож. Б. Косульников]. — М.: Современник, 1988. — 123, [2] с., 14 000 экз. — (Рос. поэма).
- Иноходец: Собр. стихов; Повар базилевса: Византийская повесть; Литературные статьи; Воспоминания / Изд. подготовлено В. Перельмутером. — М.: Совпадение, 1997. — 544 с. — ISBN 5-86435-011-7.
- Стихотворения и поэмы / Сост., подгот. текста и коммент. В. А. Резвого; биогр. очерк В. Э. Молодякова. — М.: Водолей, 2017. — ISBN 978-5-91763-353-4.
  - Т. 1. 768 с.
  - Т. 2. 672 с.
- Чёрный погон: [Романы, рассказы] / Сост., подгот. текста, коммент. А. В. Маринина и В. А. Резвого; послесл. В. Э. Молодякова. — М.: Антоним, 2018. — ISBN 978-5-902810-02-5.
- Из зала Московского губернского суда: Избранные репортажи (1926—1927) / Сост., предисл. и коммент. А. В. Маринина. — М.: Нестор-История, 2021. — 192 с. — ISBN 978-5-4469-2018-1.
- Маяковский во весь рост: О литературе и литераторах / Сост. и вступ. статья В. Э. Молодякова; подгот. текста и коммент. В. Э. Молодякова и В. А. Резвого при участии А. В. Маринина. — М.: Издательский дом «Дело» РАНХиГС, 2024. — 440 с. — (Обратная перспектива). — ISBN 978-5-85006-507-2.

## Архив
В Российском государственном архиве литературы и искусства хранится личный фонд Г.А. Шенгели, который содержит 430 единиц хранения за 1821‒1977 годы.
Здесь сохранились автографы стихотворений, поэм, рассказов, романов, драм (в том числе романа-хроники «Черный погон»), научных исследований («Основы теории стиха», «Туркменский стих», «Поэтический образ. Теория и техника» и другие); переводы из Дж.-Г. Байрона, Ш. Бодлера, В. Гюго и многих других. Среди биографических документов Шенгели — автобиография и хронологическая канва жизни и деятельности, а также библиография произведений поэта, составленная им самим.
Ряд архивных документов отражает педагогическую деятельность Георгия Аркадьевича (программы лекций по истории русской литературы XIX‒XX веков, лекции по истории русской литературы XIX‒XX веков) и работу в секции переводчиков ССП СССР (выступления и доклады на заседаниях секции и бюро секции).
Также в составе фонда хранится большой корпус переписки, среди корреспондентов Шенгели – известные поэты, писатели, переводчики первой половины XX века: Н.С. и М.Г. Ашукины, А.С. Грин, Л.П. Гроссман, О.Э. Мандельштам, Ю.К. Олеша, Т.Л. Щепкина-Куперник и др.